# جيمس تشارلز كاسل
جيمس تشارلز كاسل (بالإنجليزية: James Charles Castle)‏ هو فنان أمريكي، ولد في 25 سبتمبر 1899 في أيداهو في الولايات المتحدة، وتوفي في 26 أكتوبر 1977.